# Saint-Martin-de-Bonfossé
Saint-Martin-de-Bonfossé là một xã thuộc tỉnh Manche trong vùng Normandie tây bắc nước Pháp. Xã này nằm ở khu vực có độ cao trung bình 105 mét trên mực nước biển.